# 體力勞動

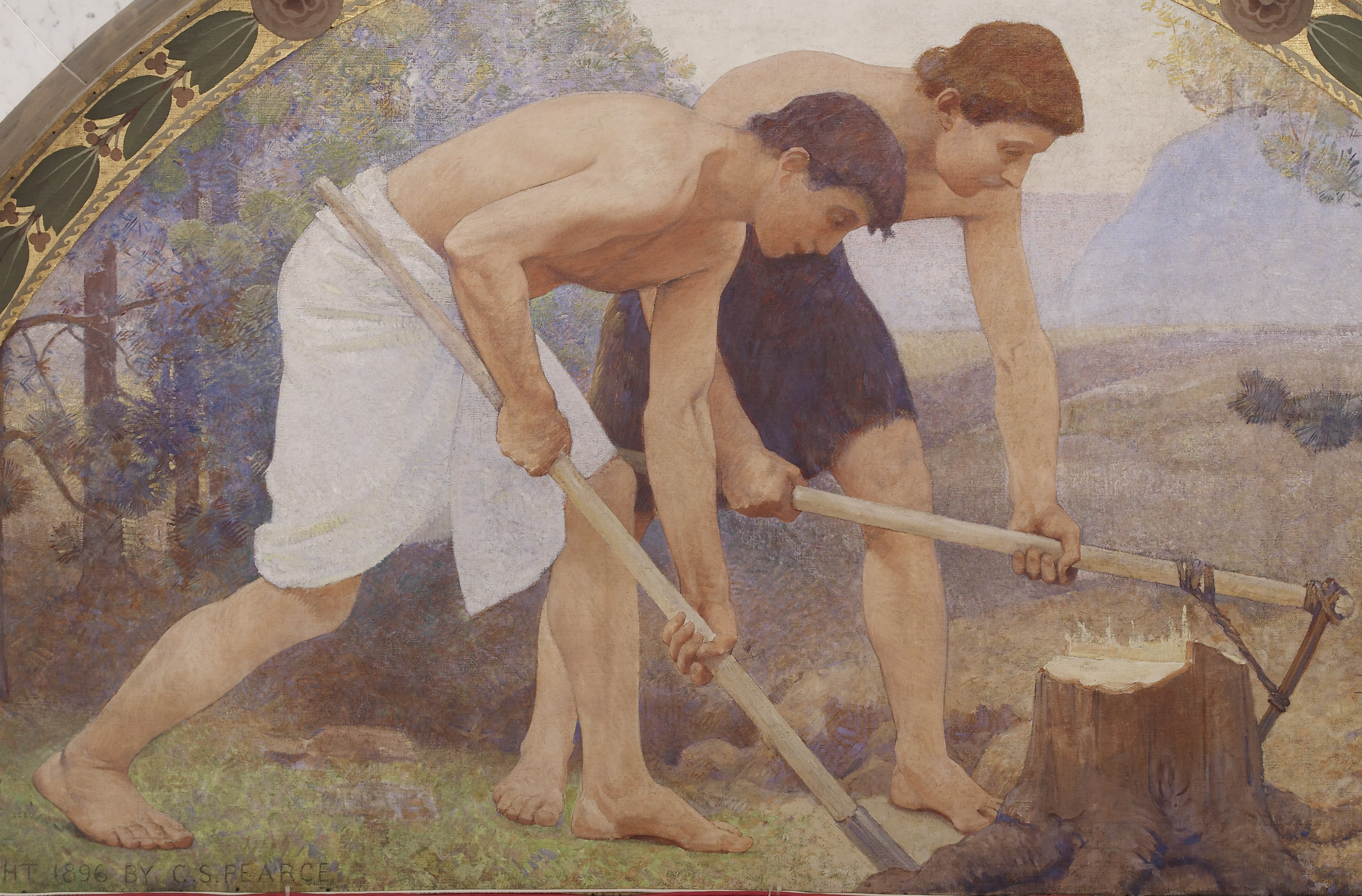
體力勞動

体力劳动是人类所从事的一種要用到四肢、肌肉以及消耗体能的劳动，體力勞動必須通過人体的肌肉和骨骼才能完成。在机械化和自动化興起後，社會對體力勞動的需求開始減少。尽管現今有很多勞動需要用到技能和智慧，但仍然有一些工作需要體力勞動才能完成，例如采摘水果、蔬菜、货架备货、手动组装和拆卸零件。